# Lefebvrea kupense
Espèce
Statut de conservation UICN

 VU  : Vulnérable
Lefebvrea kupense est une espèce de plantes dicotylédones de la famille des Apiaceae (Ombellifères), endémique du Cameroun. Également appelée Peucedanum kupense, Peucedanum angustisectum ou Peucedanum camerunense, elle croît dans la zone du mont Koupé à l'ouest du Cameroun. 

## Description
C'est une plante herbacée à plusieurs tiges surmontées d'inflorescences en ombelles.

## Distribution et habitat
Plante originaire du Cameroun qui semble ne s'acclimater et prospérer que dans la région occidentale du pays, sur les pentes du mont Koupé. Elle pousse dans les prairies de montagnes subtropicales à une altitude allant de 1 900 m à 2 000 mètres. L'aire de répartition de cette espèce occupe une surface limitée, à peine quelques kilomètres carrés. Elle est considérée comme vulnérable en raison de la zone d'occupation restreinte. Les tentatives subséquentes de transférer cette espèce en 2003 à 2004 n'ont pas été fructueuses .